# Aridai Cabrera
Aridai Cabrera Suárez (Las Palmas de Gran Canaria, provincia de Las Palmas, 26 de septiembre de 1988) es un futbolista español que juega de delantero.

## Trayectoria
En 2010 llegó al Mallorca procedente de Universidad de Las Palmas de Gran Canaria Club de Fútbol, equipo en el que había estado tres temporadas formándose.
En el equipo bermellón estaría hasta julio de 2012, cuando fichó por el Girona F. C. para jugar las dos siguientes temporadas. Sin embargo, unos meses después, en enero de 2013, rescindió el contrato con el equipo gerundense y se incorporó al filial del Real Betis Balompié.
Ese mismo año fichó por el C. E. L'Hospitalet, con el que llegó a disputar la fase final de ascenso a Segunda División de la temporada 2013-14, marcando 11 goles durante toda su etapa. La temporada siguiente, buscando el éxito, fichó por el C. E. Sabadell. Sin embargo, y de nuevo en el mercado de invierno, en enero de 2015 rescindió su contrat tras no haber anotado ni un gol para fichar por el Huracán Valencia Club de Fútbol. Allí vivió sus mejores años hasta el momento e hizo su mejor temporada: 20 goles en 47 partidos.
En el verano de 2017 fichó por la Cultural Leonesa para jugar en la Segunda División. Sin embargo, en este equipo solo estaría hasta enero de 2018, cuando solicitó salir del club leonés para fichar por el R. C. D. Mallorca, club con el que consiguió el ascenso a Primera. 
El 13 de enero de 2020 rescindió su contrato con el club mallorquín para fichar por la U. D. Las Palmas y jugar nuevamente en Segunda División. El 11 de agosto de 2021 rescindió su contrato con el club amarillo y cinco días después se oficializó su incorporación al Odisha F. C. indio.
El 21 de junio de 2022, coincidiendo con el inicio de la Liga de Campeones de la UEFA 2022-23, el Inter Club d'Escaldes andorrano anunció su incorporación para su participación en las competiciones europeas. En agosto el club comunicó que se quedaba para disputar también los torneos nacionales. Finalmente permaneció en la entidad hasta enero de 2024, momento en el que fichó por la U. D. Villa de Santa Brígida. La siguiente temporada se unió a la U. D. San Fernando, aunque no llegó a jugar ningún partido ya que abandonó el equipo antes del inicio de la competición.

## Clubes
| Club                         | País    | Año       | Partidos | Goles |
| ---------------------------- | ------- | --------- | -------- | ----- |
| Universidad de Las Palmas    | España  | 2007-2010 | 68       | 13    |
| R. C. D. Mallorca "B"        | España  | 2010-2012 | 52       | 10    |
| Girona F. C.                 | España  | 2012-2013 | 10       | 0     |
| Betis Deportivo Balompié     | España  | 2013      | 14       | 4     |
| C. E. L'Hospitalet           | España  | 2013-2014 | 41       | 11    |
| C. E. Sabadell               | España  | 2014-2015 | 20       | 0     |
| Huracán Valencia C. F.       | España  | 2015-2016 | 37       | 6     |
| Valencia C. F. Mestalla      | España  | 2016-2017 | 50       | 20    |
| Cultural Leonesa             | España  | 2017-2018 | 21       | 3     |
| R. C. D. Mallorca            | España  | 2018-2020 | 61       | 12    |
| U. D. Las Palmas             | España  | 2020-2021 | 36       | 3     |
| Odisha F. C.                 | India   | 2021-2022 | 17       | 5     |
| Inter Club d'Escaldes        | Andorra | 2022-2024 | 28       | 8     |
| U. D. Villa de Santa Brígida | España  | 2024      | 12       | 3     |
| U. D. San Fernando           | España  | 2024      | 0        | 0     |

## Palmarés

### Títulos nacionales
| Título               | Club                  | País    | Año  |
| -------------------- | --------------------- | ------- | ---- |
| Supercopa de Andorra | Inter Club d'Escaldes | Andorra | 2022 |
| Copa Constitució     | Inter Club d'Escaldes | Andorra | 2023 |
| Supercopa de Andorra | Inter Club d'Escaldes | Andorra | 2023 |